# Pabneukirchen
Pabneukirchen – gmina targowa w Austrii, w kraju związkowych Górna Austria, w powiecie Perg. Liczy 1718 mieszkańców (1 stycznia 2015).